# Adi Granov
Adi Granov (né à Sarajevo en Bosnie-Herzégovine en 1977) est un dessinateur de comics. Également designer conceptuel, il vit actuellement au Royaume-Uni. Joe Quesada, l'éditeur en chef de Marvel Comics, l'a désigné en août 2004 comme faisant partie des young guns de sa société. Il a œuvré, avec le scénariste Warren Ellis, à la redynamisation d'Iron Man suite à l'histoire Avengers Disassembled. Il a aussi participé à l'élaboration du design de l'armure Mark III dans le film Iron Man (de Jon Favreau, sorti en avril 2008).

## Publications

### Dessins intérieurs
- Necrowar #1-3 (2003)
- X-Men Unlimited (vol.II) #2 (2004)
- Young Guns Sketchbook 2004 (2005)
- Tales of Suspense Commemorative Edition : Captain America and Iron Man #1 (2005)
- Iron Man (vol.IV) #1-6 (2005-2006) - traduit dans Iron Man : Extremis chez Marvel France en novembre 2006
- War Machine

### Couvertures
- Civil War
- Darth Vader #1- (2015-)
- Fantastic Four #538-540 et 542 (2004)
- Inhumans #8-12 (2004)
- Iron Man (vol.III) #75-83 (2004)
- Iron Man (vol.IV) #7-11
- She-Hulk (vol.II) #1-8 (2004)
- Silver Surfer (vol.III) #8 (2004)
- Thor : Son of Asgard #1-6 (2004)
- New Avengers #5 variant cover et #24 (2005 et 2006)
- Nova (vol.IV) #1-7 (2007)

### Autres travaux
Adi Granov et Jon Favreau ont réalisé une nouvelle mini-série d'Iron Man (intitulée Iron Man : Viva Las Vegas) dont le premier numéro est paru en mai 2008 sous le label Marvel Knights et qui est donc complètement indépendante de l'histoire du personnage relative à la série régulière.